# Personalversammlung
Unter einer Personalversammlung versteht man eine vom Personalrat einberufene Versammlung aller Beschäftigten einer öffentlichen Dienststelle, z. B. eines Ministeriums oder einer Kommunalverwaltung. 
Sie ist somit die einer Betriebsversammlung in Betrieben des privaten Rechtes, die durch einen Betriebsrat einberufen wird, entsprechende Veranstaltung im öffentlichen Dienst.

## Rechtsgrundlagen
Die  Durchführung von Personalversammlungen ist in den §§ 57 bis 61 des Bundespersonalvertretungsgesetz (BPersVG) bzw. in den Personalvertretungsgesetzen der einzelnen Bundesländer geregelt.
Die Anzahl der durchzuführenden Personalversammlungen variiert in den einzelnen Gesetzen. Während der Betriebsrat kalendervierteljährlich Betriebsversammlungen durchzuführen hat, sind Personalversammlungen halbjährlich (z. B. nach § 59  Abs. 1 BPersVG oder § 49 des Bayerischen Personalvertretungsgesetzes (Bayer. PersVG)) oder jährlich (z. B. nach § 46 Landespersonalvertretungsgesetz (Nordrhein-Westfalen) oder § 50 Sächsisches PersVG) durchzuführen.
Personalversammlungen können auch als Teilversammlungen durchgeführt werden, insbesondere wenn wegen Schichtarbeit oder räumlich weit getrennten Dienststellen dies tunlich ist. Zum Teil sind Regelungen enthalten, dass solche zusätzlichen Versammlungen außerhalb der Arbeitszeit stattfinden.

## Antragsberechtigte
Der Personalrat hat auch auf Wunsch des Dienststellenleiters oder von 25 % der wahlberechtigten Beschäftigten eine zusätzliche Personalversammlung einzuberufen. Nach dem BPersVG und einzelnen Landes-Personalvertretungsgesetzen ist auch eine in der Dienststelle vertretene Gewerkschaft berechtigt, beim Personalrat die Einberufung einer Personalversammlung zu beantragen.

## Teilnahme an der Personalversammlung
Nach allen Gesetzen können an den Veranstaltungen neben den Personalratsmitgliedern und den Beschäftigten Vertreter der in der Dienststelle vertretenen Gewerkschaften sowie der Dienststellenleitung und der Arbeitgebervereinigung beratend teilnehmen. Ebenfalls zur Teilnahme berechtigt sind Vertreter der Stufenvertretungen (Hauptpersonalrat, Gesamtpersonalrat). Auch eine externe Schwerbehindertenvertretung (SBV) hat das Recht, an Personalversammlungen solcher Dienststellen teilzunehmen, für die sie als SBV zuständig ist, und hat dort ein Rederecht, auch wenn die Mitglieder dieser SBV nicht Angehörige der Dienststelle sind (§ 178 Abs. 8 SGB IX und § 180 Abs. 1 Satz 2 SGB IX sowie Ersatzvertretung für solche Dienststellen, für die keine örtliche SBV gewählt ist nach § 180 Abs. 6 Satz 1 SGB IX). Ansonsten ist die Versammlung nicht öffentlich.

## Arbeitszeit und Fahrtkosten
Die regulären und die auf Wunsch des Leiters der Dienststelle einberufenen Personalversammlungen finden während der Arbeitszeit statt. Die Teilnahme an der Personalversammlung hat keine Minderung der Dienstbezüge oder des Arbeitsentgeltes zur Folge. Soweit Personalversammlungen aus dienstlichen Gründen außerhalb der Arbeitszeit stattfinden müssen, ist den Teilnehmern Dienstbefreiung in entsprechendem Umfang zu gewähren. Fahrkosten, die durch die Teilnahme an Personalversammlungen entstehen, werden erstattet (§ 60  Abs. 4 BPersVG, § 47 LPVG NRW). In manchen Landespersonalvertretungsgesetzen, z. B. in Berlin, fehlen vergleichbare Regelungen zur Fahrtkostenerstattung.
Nach einigen Bestimmungen sind zusätzliche Versammlungen (die die jeweils gesetzlich bestimmte Mindestanzahl übersteigen), grundsätzlich außerhalb der Arbeitszeit zu veranstalten (§ 60  Abs. 1 Satz 2 BPersVG).

## Themen der Personalversammlung
Die Personalversammlung kann dem Personalrat Anträge unterbreiten und zu seinen Beschlüssen Stellung nehmen. Sie darf alle Angelegenheiten behandeln, die die Dienststelle oder ihre Beschäftigten unmittelbar betreffen, insbesondere Tarif-, Besoldungs- und Sozialangelegenheiten sowie Fragen der Frauenförderung und der Vereinbarkeit von Familie und Beruf (§ 61  BPersVG).
Der Personalrat hat in der Versammlung einen Tätigkeitsbericht zu erstatten (§ 59  Abs. 1 BPersVG).
Häufig nutzen auch Dienststellenleiter und Vertreter der Gewerkschaften die Personalversammlung, um ihre Positionen zu den Angelegenheiten der Beschäftigten darzustellen. Parteipolitische Betätigung sowie Arbeitskampfmaßnahmen sind während einer Personalversammlung nicht zulässig.